# MTV Tres
MTV Tres (da palavra espanhola para o número três, estilizada como "tr3s") é uma rede de televisão paga estadounidense de propriedade da ViacomCBS Domestic Media Networks, uma subsidiária da ViacomCBS.
O canal é direcionado a latinos e americanos não-latinos bilingues de 12 a 34 anos, e sua programação inclui séries sobre estilo de vida, playlists de videoclipes personalizadas, documentários de notícias que celebram a cultura latina, e programação da MTV Espanha e MTV América Latina legendada em inglês, bem como a programação legendada em espanhol da MTV.
Em agosto de 2013, a MTV Tres estava disponível para aproximadamente 36 milhões de residências com televisão paga (totalizando 32% das residências com televisão) nos Estados Unidos.

## História

### MTV Español
Em 1º de agosto de 1998, a MTV Networks lançou um canal digital a cabo 24 horas, MTV S (o "S" significa "Espanhol"). Em 1º de outubro de 2001, o canal foi relançado como MTV Español, com foco em videoclipes de rock latino e artistas pop.  A rede renomeada utilizou principalmente a playlist de videoclipes automatizada de oito horas usada pelas redes irmãs MTV2, MTV Hits e MTVX (posteriormente MTV Jams) sem qualquer programação original, exceto para conteúdo reaproveitado das redes da MTV na América Latina.

### Aquisição da MásMúsica TeVe
A Más Música TeVe, fundada em 1998, era uma rede distribuída nos Estados Unidos pela televisão paga que exibia videoclipes de vários estilos musicais latino-americanos, incluindo salsa, cumbia e sucessos contemporâneos da língua espanhola. Fundada por Eduardo Caballero da Caballero Television, a MásMúsica TeVe realizava os requisitos mínimos de programação educacional.
Em dezembro de 2005, a Viacom adquiriu a MásMúsica e dez estações afiliadas da rede. A venda foi fechada em janeiro de 2006.

### Lançamento da MTV Tres
MTV Tres foi lançada não oficialmente em 4 de setembro de 2006, quando se tornou disponível em todos os provedores de assinatura que anteriormente transmitiam a MTV Español. Em 25 de setembro de 2006, a MTV Español e a MásMúsica TeVe foram oficialmente incorporadas. O primeiro programa a ir ao ar no canal recém-formado foi a estreia de Mi TRL às 4:30 PM hora do Leste.
No início, a programação da MTV Tres era significativamente mais repetitiva do que a da MTV Español em seus últimos dias. O canal transmitiu programas como Hola, My Name is MTV Tres, Top 20 Countdown, Los Hits, Mis #1s, Sucker Free Latino (exibindo apenas dois novos programas por semana), Latina Factor, Mi TRL, MTV Trespass, Los Premios MTV Latinoamérica 2006, Making the Video e Diary. Esses programas foram repetidos durante a maior parte do dia, o que reduziu bastante a quantidade de videoclipes de forma livre reproduzidos no canal. Com o passar dos meses, no entanto, a programação tornou-se mais variada e diversificada, com a mudança de blocos de videoclipes que vão ao ar várias vezes ao dia.

### Relançamento como Tres
Em 12 de julho de 2010, a MTV Tres retirou o nome da MTV de seu logotipo e foi oficialmente rebatizada como Tres. Com a mudança de marca, a rede expandiu sua programação para incluir programas adicionais adquiridos da MTV e séries das redes latino-americanas da Viacom. Eventualmente, a Viacom revendeu algumas das estações adquiridas no negócio da Más Música na Califórnia e no Texas de volta para a Caballero Television, e após a venda de seu último ativo de transmissão em 2019, a rede passou a ser operada apenas a cabo.